# Хрватска на Светском првенству у атлетици у дворани 2014.
Хрватска је учествовала на Светском првенству у атлетици у дворани 2014. одржаном у Сопоту од 7. до 9. марта. У свом дванаестом учешћу на Светским првенствима у дворани до данас, репрезентацију Хрватске представљале су три атлетичарке које су се такмичиле у две дисциплине.,
На овом првенству Хрватска није освојила ниједну медаљу. Два пута је Андеа Иванчевић оборила национални рекорд у трци 60 м препоне. У табели успешности (према броју и пласману такмичара који су учествовали у финалним такмичењима (првих 8 такмичара) Хрватска је са 1 учесником у финалу делила 40. место са 3 бода.
| Плас. | Земља    | 1. место | 2. место | 3. место | 4. место | 5. место | 6. место | 7. место | 8. место | Бр. финал. | Бод. |
| ----- | -------- | -------- | -------- | -------- | -------- | -------- | -------- | -------- | -------- | ---------- | ---- |
| =40.  | Хрватска | 0        | 0        | 0        | 0        | 0        | 1        | 0        | 0        | 1          | 3    |

## Учесници
Жене:
- Андеа Иванчевић — 60 м препоне
- Бланка Влашић — Скок увис
- Ана Шимић — Скок увис

## Резултати

### Жене
| Атлетичарка     | Дисциплина   | Лични рекорд | Квалификације | Квалификације | Полуфинале | Полуфинале | Финале                | Финале       | Детаљи |
| Атлетичарка     | Дисциплина   | Лични рекорд | Резултат      | Место         | Резултат   | Место      | Резултат              | Место        | Детаљи |
| --------------- | ------------ | ------------ | ------------- | ------------- | ---------- | ---------- | --------------------- | ------------ | ------ |
| Андеа Иванчевић | 60 м препоне | 8,14 НР      | 8,10 кв, НР   | 5. у гр. 3    | 8,09 НР    | 7. у гр. 1 | Нису се квалификовале | 13 / 29 (30) |        |
| Ана Шимић       | Скок увис    | 1,94         | 1,88          | 16            |            |            | Нису се квалификовале | 16 / 17      |        |
| Бланка Влашић   | Скок увис    | 2,06 НР      | 1,92 кв       | 8             | 1,94       | 6 / 17     |                       |              |        |